# Monumento ai caduti (Trieste)
Il Monumento ai Caduti è un monumento dedicato ai caduti triestini della prima guerra mondiale situato all'interno del parco della rimembranza sul Colle di San Giusto a Trieste.

## Storia

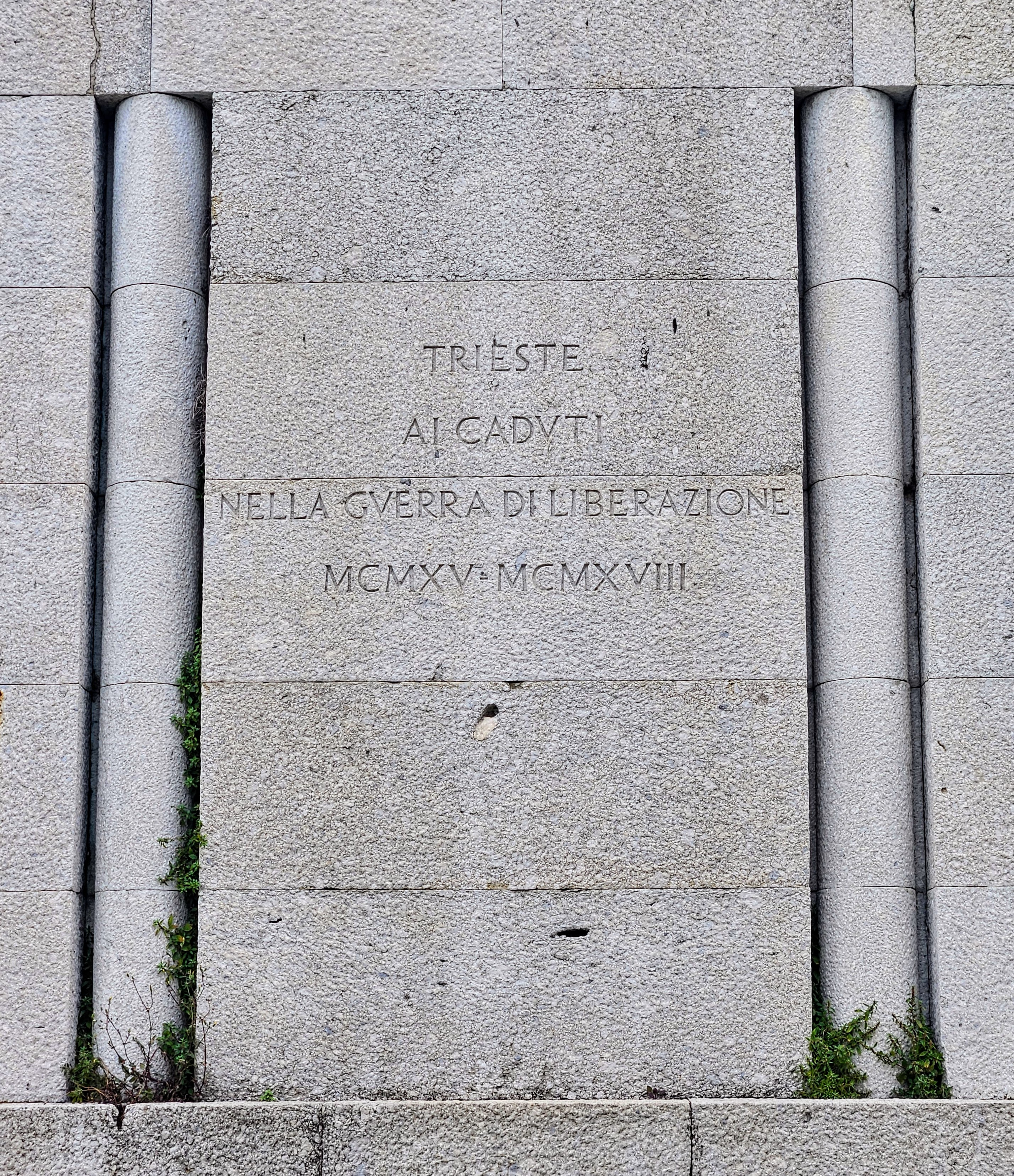
L'iscrizione

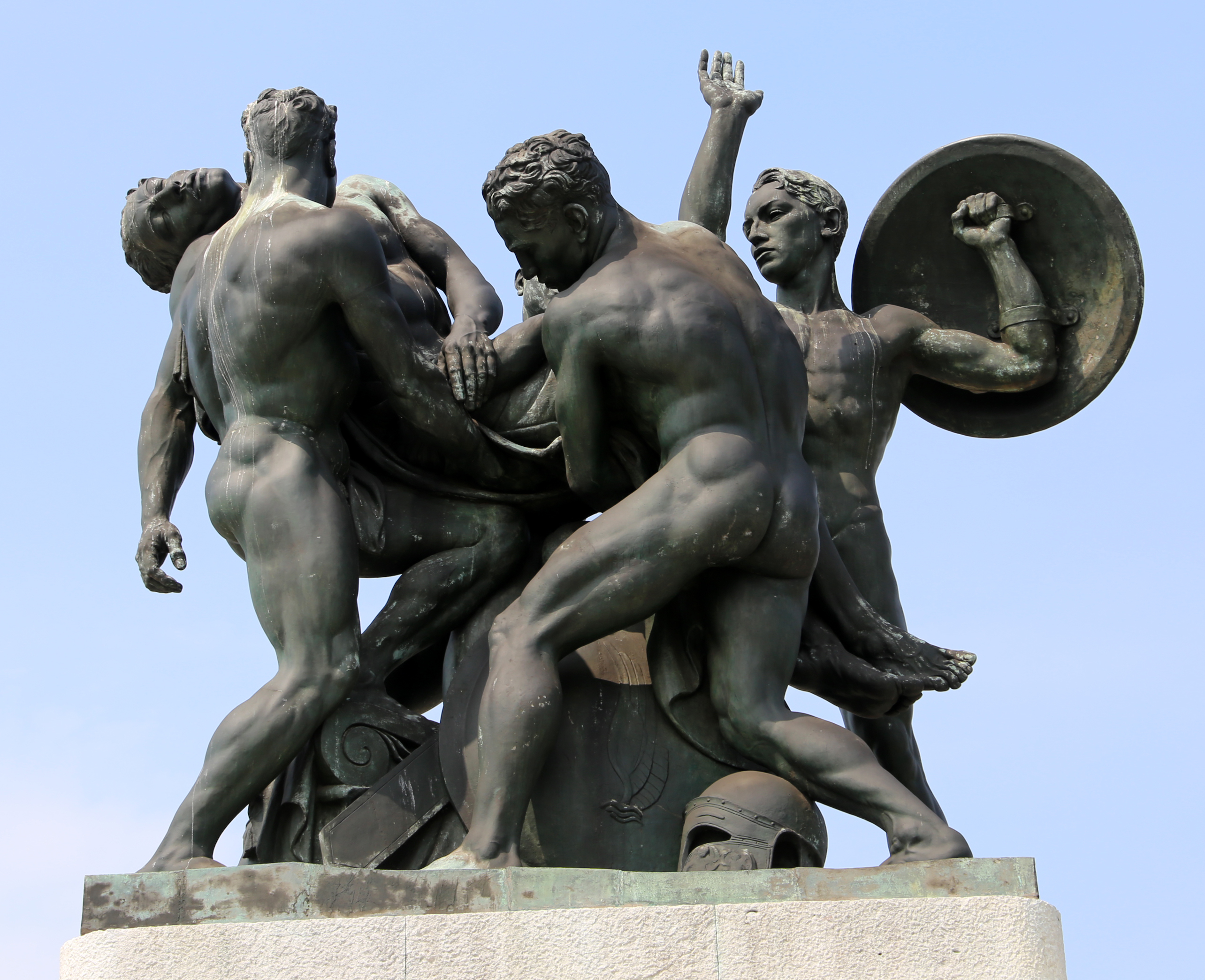
Particolare del gruppo scultoreo

Il monumento, inaugurato il 30 agosto 1935 alla presenza del re Vittorio Emanuele III, è costituito da un gruppo scultoreo in ghisa, opera dello scultore triestino Attilio Selva, che poggia su un basamento in pietra bianca d'Istria progettato dall'architetto toscano Enrico Del Debbio, autore in precedenza dello Stadio dei Marmi e del Palazzo della Farnesina a Roma. Nel complesso l'opera è alta circa 5 metri.

## Descrizione
Il gruppo scultoreo raffigura cinque figure maschili dalle forme classicheggianti: tre delle figure sorreggono un compagno morente, mentre il quinto uomo tiene sollevato uno scudo tondo per offrire protezione agli altri. Ai loro piedi si trovano alcuni classici oggetti militari come una corazza e un elmo.
Sul basamento in pietra d'Istria è incisa solamente la dedica "Trieste / ai caduti / nella guerra di liberazione / MCMXV - MCMXVIII", dove la Prima guerra mondiale è definita guerra di liberazione per rimarcare il concetto del passaggio di Trieste dall'Impero austro-ungarico all'Italia al termine del conflitto.